# Жабский, Иван Егорович
Иван Егорович Жабский (3 марта 1914—10 января 1969) — участник Великой Отечественной войны, полный кавалер ордена Славы.

## Биография
Родился 3 марта 1914 в селе Новотроицк (Ростовская область) в крестьянской семье. После окончания начальной школы работал в местном колхозе.
В Красной Армии с июня 1941. Вскоре был тяжело ранен. После излечения от ранения вернулся в строй (в апреле 1944).
Ночью 24 июня 1944 возле деревни Уловки (Витебская область, Белоруссия) спрыгнул во вражеский окоп и гранатой уничтожил один вражеский пулемётный расчёт, пленил двух и уничтожил 9 вражеских солдат. 5 июля 1944 награждён орденом Славы 3-й степени.
6 июля 1944 возле деревни Лынтупы (Витебская область) отбил две вражеские контратаки. В уличных боях уничтожил 12 вражеских солдат. 16 августа 1944 награждён орденом Славы 2-й степени.
7 октября 1944 во время прорыва вражеской обороны через реку Вента (Литва) захватил пулемёт противника и уничтожил им около 10 солдат противника. 24 марта 1945 награждён орденом Славы 1-й степени.
Демобилизовался в ноябре 1945. После демобилизации работал в колхозе «Победа», потом в совхозе «Задонский». После войны многократно избирался депутатом Задонского сельского совета. Умер 10 января 1969 года.

## Награды
Иван Егорович Жабский был награждён следующими наградами:
- Орден Славы I степени (24 марта 1945);
- Орден Славы II степени (16 августа 1944);
- Орден Славы III степени (5 июля 1944);
- Медаль «За отвагу» (15 августа 1943).